# Guillaumes (tổng)
Tổng Guillaumes là một tổng của Pháp. Tổng này nằm ở tỉnh Alpes-Maritimes trong vùng Provence-Alpes-Côte d’Azur.

## Các đơn vị hành chính
Tổng Guillaumes gồm các xã Péone, Guillaumes, Beuil, Daluis, Entraunes, Sauze, Saint-Martin-d'Entraunes, Villeneuve-d'Entraunes và Châteauneuf-d'Entraunes.

## Lịch sử
| Ngày bầu cử | Tên                    | Đảng | Tư cách              |
| ----------- | ---------------------- | ---- | -------------------- |
| 1967        | M. Charles Ginésy      | RPF  | Thị trưởng của Péone |
| 1976        | M. Charles Ginésy      | UNR  | Thị trưởng của Péone |
| 1979        | M. Charles Ginésy      | RPR  | Thị trưởng của Péone |
| 1985        | M. Charles Ginésy      | RPR  | Thị trưởng của Péone |
| 1992        | M. Charles Ginésy      | RPR  | Thị trưởng của Péone |
| 1998        | M. Charles Ginésy      | RPR  | Thị trưởng của Péone |
| 2003        | M. Charles-Ange Ginésy | UMP  | Thị trưởng của Péone |
| 2004        | M. Charles-Ange Ginésy | UMP  | Thị trưởng của Péone |
|             |                        |      |                      |

## Biến động dân số
| 1882                                         | 1926 | 1962 | 1968 | 1975 | 1982 | 1990 | 1999  |
|                                              |      |      |      |      |      |      | 2 179 |
| -------------------------------------------- | ---- | ---- | ---- | ---- | ---- | ---- | ----- |
| Số liệu từ năm 1990: Dân số không tính trùng |      |      |      |      |      |      |       |

>